# ナルドディパーチェ
ナルドディパーチェ（イタリア語: Nardodipace）は、イタリア共和国カラブリア州ヴィボ・ヴァレンツィア県にある、人口約1,300人の基礎自治体（コムーネ）。

## 地理

### 位置・広がり

#### 隣接コムーネ
隣接するコムーネは以下の通り。括弧内のRCはレッジョ・カラブリア県所属を示す。
- カウローニア (RC)
- ファブリーツィア
- マルトーネ (RC)
- モンジャーナ
- パッツァーノ (RC)
- ロッチェッラ・イオーニカ (RC)
- スティーロ (RC)

## 行政

### 分離集落
ナルドディパーチェには、以下の分離集落（フラツィオーネ）がある。
- Albani, Cassari, Ragonà, Santo Todaro, Vecchio abitato